# Pilgerschritt
Als Pilgerschritt wird in der Tanzliteratur gelegentlich eine Schrittfolge bezeichnet, bei der nach mehreren Schritten vorwärts ein oder zwei Schritte zurück gemacht werden. Auch im Meditativen Tanz sind Schrittfolgen unter diesem Namen bekannt.
Der Ausdruck Pilgerschritt im Sinne von „zwei Schritte vor, einen Schritt zurück“
findet – oft sarkastisch – Verwendung im Zusammenhang mit Prozessen, bei denen der Fortschritt immer wieder durch (teils nur vermeintliche) Rückschritte unterbrochen wird. Im übertragenen Sinne werden damit auch bestimmte technische Verfahren beim Walzen von Stahl sowie im Tiefbau bezeichnet, bei denen mit Vor- und Rückwärtsbewegungen gearbeitet wird, die Pilgerschrittverfahren.

## Herkunft des Begriffs
Der „Pilgerschritt“ wird auf die Echternacher Springprozession zurückgeführt, bei der angeblich zwei Schritte vor und einer zurück gemacht würden. Der Begriff wurde offenbar von Beobachtern der Prozession geprägt – so etwa dem Ingenieur Franz Reuleaux mit dem auf ihn zurückgeführten „Pilgerschrittverfahren“ – und entwickelte sich zu einem beliebten Klischee. Er entspricht keinesfalls der heutigen Praxis des bei der Prozession geübten rituellen Springtanzes, bei dem nur vorwärts gesprungen wird, und zwar einen Schritt seitlich nach links, dann einen Schritt seitlich nach rechts. Eine alte Bezeichnung dafür war tripudium „Dreisprung“, „dreischrittiger Tanz“; der Begriff „Pilgerschritt“ war und ist dabei nicht üblich, zumal die Teilnehmer an der Prozession eher als Wallfahrer denn als Pilger anzusprechen sind.
Bereits der Düsseldorfer Pfarrer Anton Joseph Binterim lehnte 1848 solche in der ihm vorliegenden Literatur beschriebenen Schrittfolgen (3 vor, 2 zurück oder 3 vor, 1 zurück oder  2 vor, 1 zurück) ab; er selber habe in Echternach beobachtet, dass die „Springer“ sich fortbewegten, indem sie drei oder vier Schritte nach rechts und dann ebenso viele nach links machten, aber dabei nicht zurück sprängen; der Eindruck des Zurückspringens entstehe höchstens bei Stauungen der Prozession, wenn eine Menschenmenge das Voranschreiten verhindere.
Curt Sachs will alte Ursprünge des Tanzschrittes „im Roroimagebiet nach des Orinoco“, in Nordamerika, Indonesien, Indien und Dänemark ausmachen, ohne sie jedoch zu datieren, ferner in Pavanen des 16. und 17. Jahrhunderts und in der Neuzeit „im südarabischen Sibwanatanz“. Sachs’ Deutung des Echternacher Pilgerschritts, nach der sich die Prozession „mühselig den Gebeinen des heiligen Willibrord nähert und sie umkreist“, erscheint genauso willkürlich wie seine Behauptung, auch in anderen katholischen Prozessionen gingen „die weihrauchschwingenden Ministranten vielfach nach einem bestimmten, immer wiederkehrenden Schrittschema.“

## Pilgerschritt bei Goethe
Johann Wolfgang von Goethe verwendet den Begriff in der Bedeutung des normalen Gehens eines Pilgers:

„Entsagung heiligt Kriegs- und Pilgerschritt
 Sie treibt’s zu leiden weil der Höchste litt.“